# Aminata Maïga Ka
Rokhaya Aminata Maïga Ka (Saint Louis, 11 de enero de 1940- Grand Yoff, Dakar, 9 de noviembre de 2005) fue una escritora senegalesa.

## Biografía
De madre fulani y padre médico songhai, nació en el seno de una familia musulmana y hablaba francés, fula, wolof y  bambara.
Estudió en Thiès, Grenoble y fue profesora de Inglés, realizó sus estudios universitarios en la Universidad de Dakar y en Estados Unidos. Militó en política con varios cargos como secretaria de Estado de la Condición Femenina o consejera técnica en el Ministerio de Educación así como en organismos internacionales y en la causa feminista.
Trabajó para la UNESCO y en ministerio de educación nacional, además fue consejera cultural en la embajada de Roma, representante adjunta de la FAO y militante del  Partido Socialista.
Aminata Maiga vivió en numerosos países (Francia, Inglaterra, EE.UU., Mali, Guinea Conakry, Mauritania, Congo-Brazzaville, Rep.Centroafricana, etc.). Se casó con el dramaturgo y periodista Abdou Anta Ka y tuvo seis hijos e hijas.

## Obra
- 1985 : La Voie du Salut suivi de Miroir de la Vie[5]
- 1989 : En votre nom et au mien
- 1998 : Brisures de vies